# Умови Інади
Умови Інади (англ. Inada conditions) в макроекономіці — припущення про характер виробничої функції, що гарантують стабільність економічного зростання в неокласичній моделі (англ. balanced growth path, BGP). У нинішньому вигляді введені Хірофумі Удзавою, названі на честь іншого японського економіста, Кеніті Інада.

## Умови
Вважається, що задано неперервно диференційовну виробничу функцію {\displaystyle F:\mathbb {R} ^{n}\to \mathbb {R} }, де {\displaystyle n} — кількість факторів виробництва. Наприклад. для функції Кобба — Дугласа їх традиційно два: капітал {\displaystyle K} і праця {\displaystyle L}. Тоді до виробничої функції можна поставити такі вимоги:
1. Значення функції в нулі дорівнює нулю {\displaystyle F(\mathbf {0} )=0}. При цьому вимагається, щоб функція дорівнювала нулю навіть якщо тільки один із факторів відсутній.
2. Функція є монотонно зростальною за кожним із факторів: {\displaystyle F'_{X_{i}}(\mathbf {X} )>0,\,\forall i}.
3. Функція є строго увігнутою, тобто друга похідна функції від'ємна: {\displaystyle \partial ^{2}f(\mathbf {X} )/\partial X_{i}^{2}<0,\,\forall x_{i}}.
4. Границя першої похідної {\displaystyle F(\mathbf {X} )} дорівнює нескінченності при {\displaystyle X_{i}}, що прямує до 0: {\displaystyle \lim _{X_{i}\to 0}\partial F(\mathbf {X} )/\partial X_{i}=+\infty };
5. границя першої похідної {\displaystyle F(\mathbf {X} )} дорівнює 0 при {\displaystyle X_{i}}, що прямує до нескінченності: {\displaystyle \lim _{X_{i}\to +\infty }\partial F(\mathbf {X} )/\partial X_{i}=0}.

Умовами Інади називають як усі сформульовані вище вимоги, так і останню групу вимог, що накладають обмеження на поведінку похідної.
Умови Інади мають такий зміст. Рівність функції нулю означає, що для виробництва потрібні ресурси і всі фактори виробництва обов'язково мають бути присутніми. Зростання означає, що більше факторів виробництва приносить більший випуск. Увігнутість є наслідком спадного граничного продукту. Вимоги до поведінки похідної означають, що у початковий момент кожна додаткова одиниця ресурсів дає економіці дуже багато випуску, але з часом, через спадання віддачі, зростати стає дедалі складніше. Кожна додаткова одиниця приносить дедалі менше.
З математичної точки зору, умови Інади гарантують існування збалансованої траєкторії зростання економіки в моделі (англ. balanced growth path, BGP).

## Функція Кобба— Дугласа
З класу функцій CES усім переліченим умовам задовольняє лише функція Кобба — Дугласа. Легко перевірити виконання цих умов для функції {\displaystyle Y=F(K,L)=K^{\alpha }L^{1-\alpha }} ({\displaystyle \alpha \in (0,1)}).
У виробництві відсутні капітал або праця, тоді:
{\displaystyle F(0,L)=0}, {\displaystyle F(K,0)=0} .
Функція є монотонною за обома факторами виробництва:
{\displaystyle F'_{K}=\alpha K^{\alpha -1}L^{1-\alpha }>0}
{\displaystyle F'_{L}=(1-\alpha )K^{\alpha }L^{-\alpha }}.
Зменшена гранична віддача капіталу та праці:
{\displaystyle F''_{K}=\alpha (\alpha -1)K^{\alpha -2}L^{1-\alpha }<0}
{\displaystyle F''_{L}=-\alpha (1-\alpha )K^{\alpha }L^{-\alpha -1}<0}.
Поведінка першої похідної в нулі:
{\displaystyle \lim _{K\to 0}F'_{K}=\alpha K^{\alpha -1}L^{1-\alpha }=\infty }
{\displaystyle \lim _{L\to 0}F'_{L}=(1-\alpha )K^{\alpha }L^{-\alpha }=\infty }.
Поведінка першої похідної на нескінченності:
{\displaystyle \lim _{K\to \infty }F'_{K}=\alpha K^{\alpha -1}L^{1-\alpha }=0}
{\displaystyle \lim _{L\to \infty }F'_{L}=(1-\alpha )K^{\alpha }L^{-\alpha }=0}.